# Толундски човек
Толундски човек (енгл. Tollund Man) је мумија мушкарца који је живео пре око 2000 година.

## Откриће
Дана 6. маја 1950, двоје становника малог села Толунд секли су дрвеће у мочвари удаљеној 12 km од града Силкеборг у Данској. Док су радили једна од њихових жена је помагала да утоваре дрва у кола. Док је скупљала гране приметила је људско тело испод гомиле грана. Изгледало је као да је тај човек недавно убијен. Након што су размотрили тело, обавестили су полицију. Полиција је била збуњена због стања тела, и хтели су да открију време смрти, па су довели професора археологије Петра Глоба. Он је утврдио да је тело старо више од хиљаду година. Пронађен је закопан 2 метра испод грања. Тело му је нађено у положају који изгледа као да спава. Носио је одећу од овчије вуне, и имао је уже око врата.

## Смрт
Због ужета око врата мислило се да је био затвореник и да је убијен. У близини места где је закопан пронађено је много драгоцености који је његов народ даровао боговима. Мислили су да ће им то донети боље услове за живот. Приметивши да им то не помаже одлучили су да ће почети жртвовати људе. Толундски човек је највероватније био изабран за жртву. Његова смрт је данас мистерија.

## Данас
Мумија Толундског човека се данас налази у Силкеборшком музеју у Данској.